# Uwe Rapolder
Uwe Rapolder, född 29 maj 1958, är en pensionerad tysk fotbollsspelare och nuvarande fotbollstränare för klubben TuS Koblenz. 

## Tränaruppdrag
- 1. FC Köln (2005-)
- DSC Arminia Bielefeld
  - Avancemang till Bundesliga 2004

## Fotnoter
1. ↑  transfermarkt.com, transfermarkt.com spelar-ID: 96739, läst: 9 oktober 2017.[källa från Wikidata]
2. 1 2  Winterthur Football Heroes, Herzglut Books, 5 oktober 2013, s. 34-35, ISBN 978-3-03834-002-7, läs online.[källa från Wikidata]
3. ↑  transfermarkt.com, transfermarkt.com tränar-ID: 197, läst: 4 april 2022.[källa från Wikidata]